# Philophylla okinawaensis
Philophylla okinawaensis är en tvåvingeart som först beskrevs av Tokuichi Shiraki 1968.  Philophylla okinawaensis ingår i släktet Philophylla och familjen borrflugor. Inga underarter finns listade i Catalogue of Life.